# Tavola di Teschen

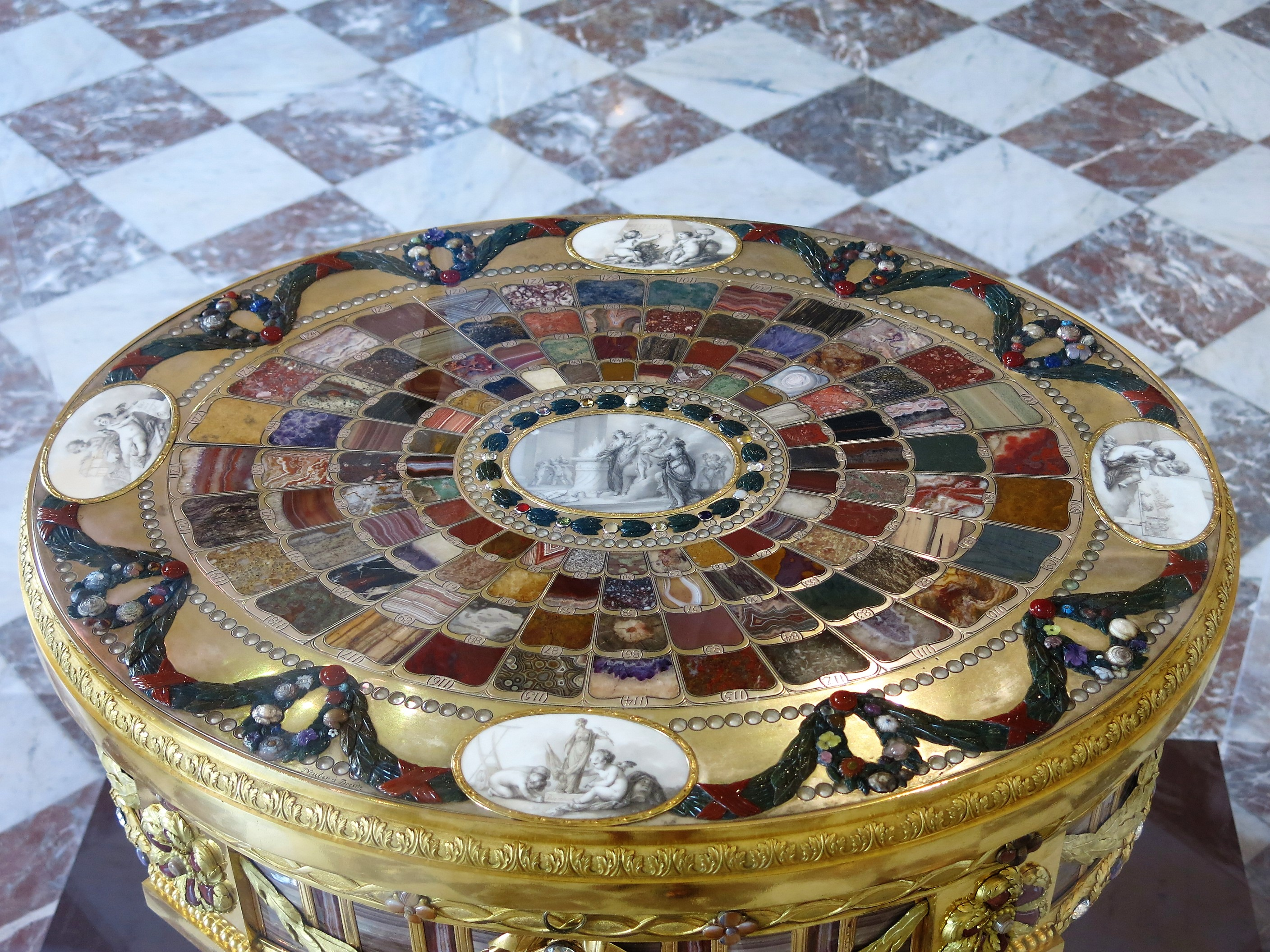
Tavola di Teschen, ripiano

La tavola di Teschen (in francese: table de Teschen), nota anche come tavola di Breteuil e come tavola della pace, è un capolavoro di virtuosismo dell'oreficeria settecentesca tedesca ed è anche un simbolo di pace tra nazioni europee. Fu realizzata dall'orefice tedesco Johann Christian Neuber nel 1779-1780, dopo la firma del trattato di Teschen (cittadina oggi in Polonia) che sigillò la pace tra l'Austria e la Prussia al termine della Guerra di successione bavarese.

## Descrizione e storia
Il trattato di Teschen, firmato il 13 maggio 1779 dalla Prussia e dall'Austria e garantito dalla Francia e dalla Russia, mise fine alla sanguinosa guerra di successione bavarese, scoppiata alla morte dell'elettore palatino Massimiliano III di Baviera - che non aveva lasciato eredi - e durata una dozzina d'anni. È il trattato - siglato tra due nazioni europee - che ha dato inizio alla storia moderna della pace in Europa, con la garanzia di altre nazioni europee e allo scopo di giungere ad una sicurezza collettiva.

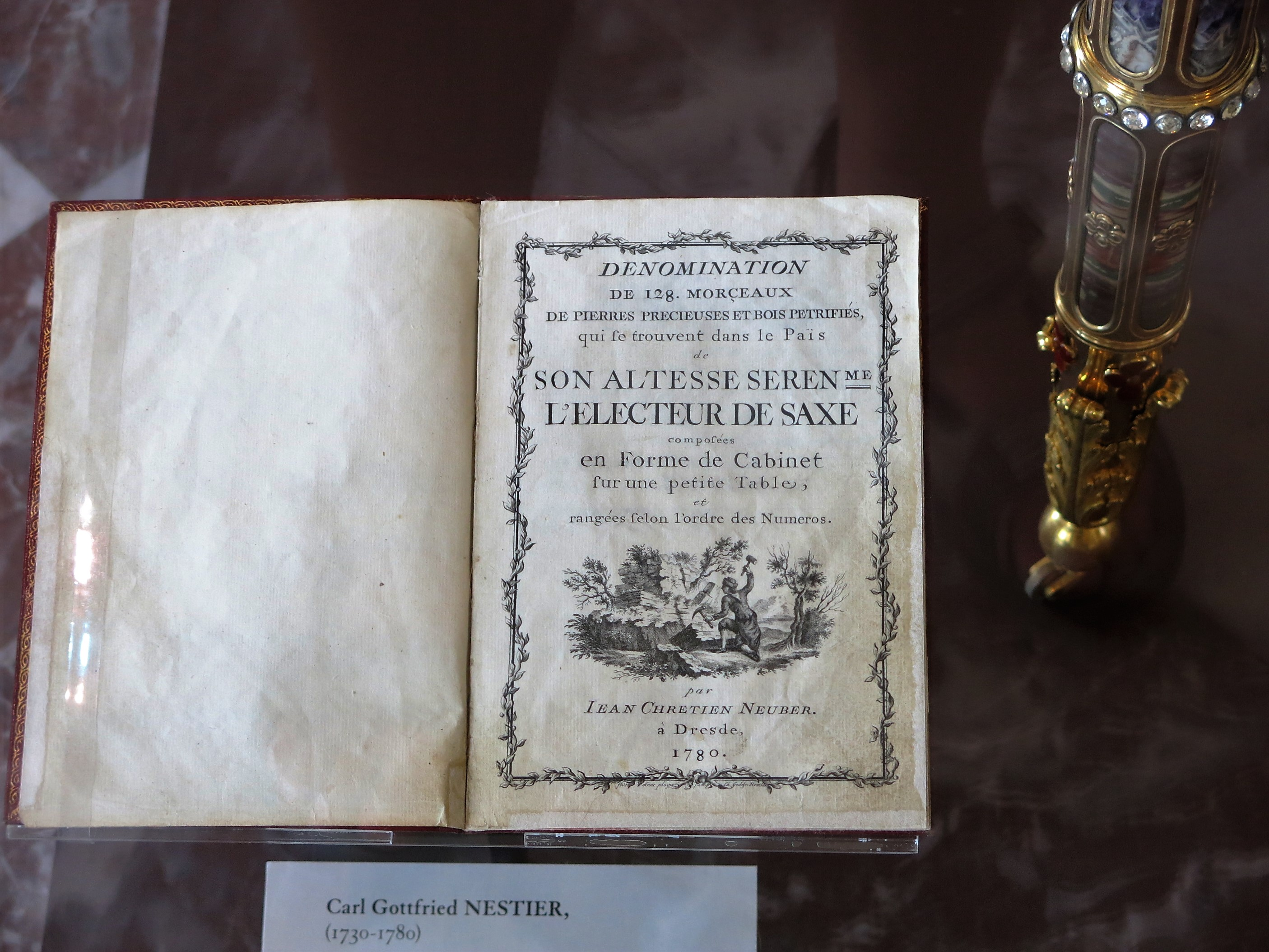
Tavola di Teschen, il libro

La tavola è stata costruita intorno a un'anima di legno e con decorazioni in bronzo dorato al mercurio, in cui sono incastonate 128 pietre dure, tutte diverse - tagliate levigate lucidate e composte a mosaico - e, sul ripiano, cinque medaglioni ovali in porcellana di Meissen, dipinti a grisaglia da Johann Eleazar Schenau, con figure allegoriche della pace. La sua realizzazione venne ordinata dal principe elettore Federico Augusto III di Sassonia che la offrì in dono al diplomatico francese, il barone Louis Auguste Le Tonnelier de Breteuil, ambasciatore di re Luigi XVI di Francia a Vienna, in segno di ringraziamento per la sua delicata opera di mediazione e di pacificazione che portò alla firma del trattato.
Questo particolare oggetto di oreficeria settecentesca rimase di proprietà dalla famiglia de Breteuil fino al 2014. A gennaio 2015 la tavola di Teschen fu venduta dall'ultimo erede, Henri-François de Breteuil - che la conservava nel Castello di Breteuil a Choisel - e fu acquistata dal Museo del Louvre per 12,5 milioni d'Euro, grazie al finanziamento di una grande operazione collettiva di mecenatismo.
Fu presentata al pubblico e alla stampa a giugno 2015, quindi destinata alla sala 48 del Louvre, dove sono esposti anche altri preziosi oggetti d'arte del XVIII secolo. Un registro a stampa, del 1780, accompagna la tavola, identificando e descrivendo tutte le pietre dure e i medaglioni in porcellana da cui è composta. La tavola infatti, oltre a essere un gioiello di oreficeria, di alta ebanisteria in stile Luigi XVI e di storia europea, è anche un cabinet settecentesco di mineralogia, quindi un esempio della passione per le scienze naturali, così come erano coltivate nel secolo dei Lumi. Johann Christian Neuber era un gioielliere noto per le sue preziose tabacchiere d'oro, incastonate con mosaici di pietre dure (in tedesco: steinzelle mozaïk).

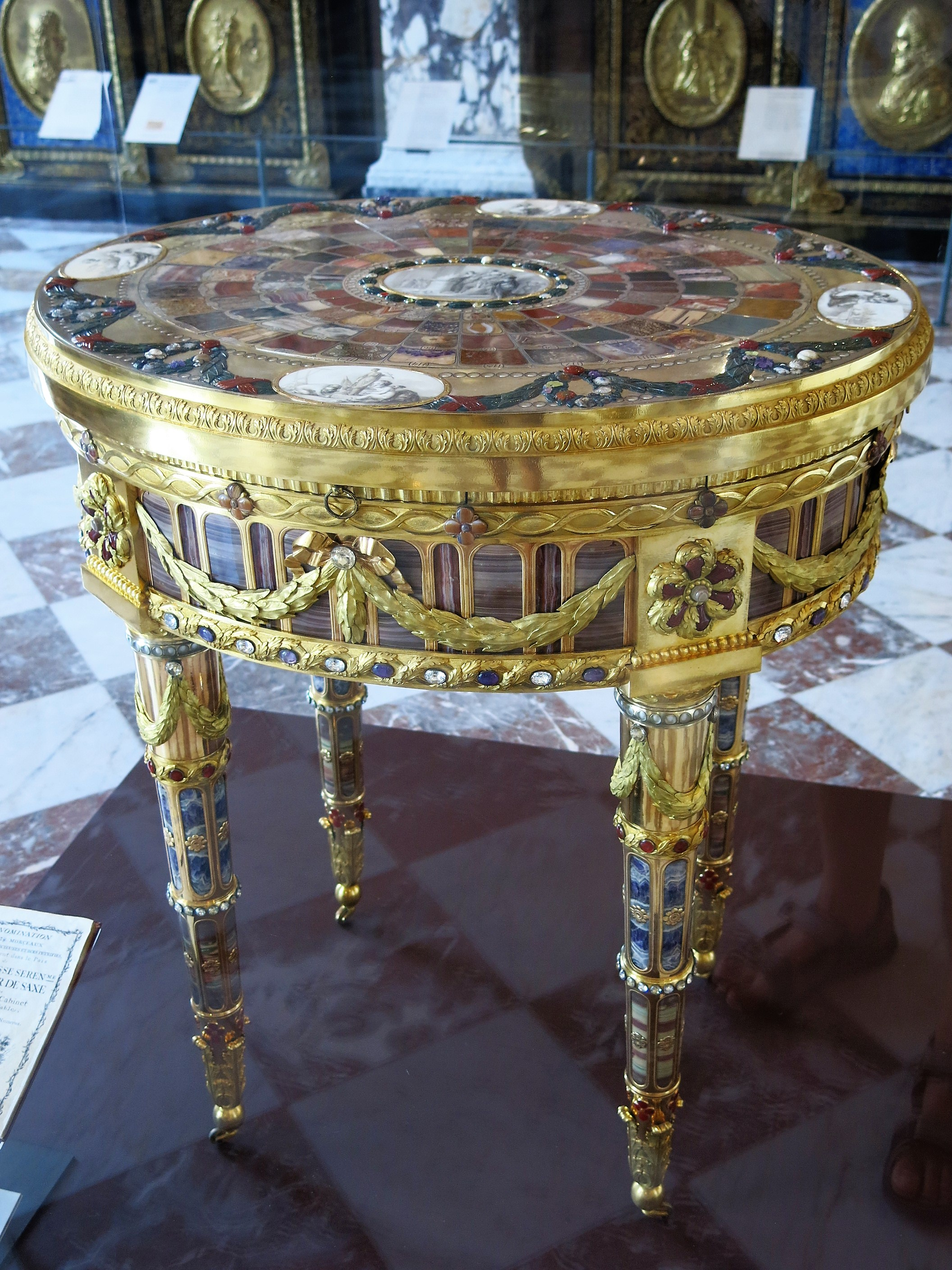
Tavola di Teschen